# Châtillon-en-Michaille
Châtillon-en-Michaille is een plaats en voormalige gemeente in het Franse departement Ain in de regio Auvergne-Rhône-Alpes en telt 2641 inwoners (1999). De oppervlakte bedraagt 37,7 km², de bevolkingsdichtheid is 70,1 inwoners per km².
Op 10 september 2018 is vastgesteld dat per 1 januari 2019 de gemeente fuseren gaat met Bellegarde-sur-Valserine en Lancrans tot de commune nouvelle Valserhône.

## Geografie
De onderstaande kaart toont de ligging van Châtillon-en-Michaille met de belangrijkste infrastructuur en aangrenzende gemeenten.

## Demografie
Onderstaande figuur toont het verloop van het inwoneraantal van Châtillon-en-Michaille vanaf 1962.
Vanwege een beveiligingsprobleem met de MediaWiki Graph-software is het momenteel niet mogelijk deze grafiek weer te geven. Zodra de software is bijgewerkt zal de grafiek vanzelf weer zichtbaar worden.